# Etangs du canal d'Ille et Rance
Etangs du canal d'Ille et Rance este o arie protejată (sit de importanță comunitară — SCI) din Franța întinsă pe o suprafață de 2.747 ha, integral pe uscat.

## Localizare
Centrul sitului Etangs du canal d'Ille et Rance este situat la coordonatele 48°18′40″N 1°45′56″W / 48.311°N 1.7656°V.

## Înființare
Situl Etangs du canal d'Ille et Rance a fost declarat arie specială de conservare în baza directivei 92/43 din 1992 referitoare la conservarea habitatelor naturale și a faunei și florei sălbatice pentru a proteja 2 specii de plante și 8 specii de animale.

## Biodiversitate
Situată în ecoregiunea atlantică, aria protejată conține 8 habitate naturale: Pajiști cu Molinia pe soluri calcaroase, turboase sau argilos-nămoloase (Molinion caeruleae), Ape oligotrofe din câmpii nisipoase, cu un conținut foarte redus de minerale (Littorelletalia uniflorae), Pajiști umede atlantice temperate cu Erica ciliaris și Erica tetralix, Mlaștini oligotrofe degradate, capabile încă de regenerare naturală, Ape stătătoare oligotrofe până la mezotrofe, cu vegetație de Littorelletea uniflorae și/sau de Isoëto-Nanojuncetea, Liziere de ierburi înalte hidrofile de câmpie și de nivel montan până la alpin, Turbării active, Ape puternic oligomezotrofe cu vegetație bentonică cu Chara spp..
La baza desemnării sitului se află mai multe specii protejate:
- plante (2): Coleanthus subtilis, Luronium natans
- amfibieni (1): triton cu creastă (Triturus cristatus)
- mamifere (5): liliac cârn (Barbastella barbastellus), liliac cărămiziu (Myotis emarginatus), liliac comun (Myotis myotis), liliacul mare cu potcoavă (Rhinolophus ferrumequinum), liliacul mic cu potcoavă (Rhinolophus hipposideros)
- nevertebrate (2): Coenagrion mercuriale, rădașcă (Lucanus cervus)

Pe lângă speciile protejate, pe teritoriul sitului au mai fost identificate 2 specii de plante, 1 specie de păsări.